# Xiaowangzhuang
Xiaowangzhuang (kinesiska: 小王庄, 小王庄镇) är ett stadsdelsdistrikt i Kina. Den ligger i storstadsområdet Tianjin, i den norra delen av landet, omkring 41 kilometer söder om stadens centrum. Antalet invånare är 23 084. Befolkningen består av 11 097 kvinnor och 11 987 män. Barn under 15 år utgör 18,0 %, vuxna 15-64 år 72 %, och äldre över 65 år 9,0 %.